# Quentin Deluermoz

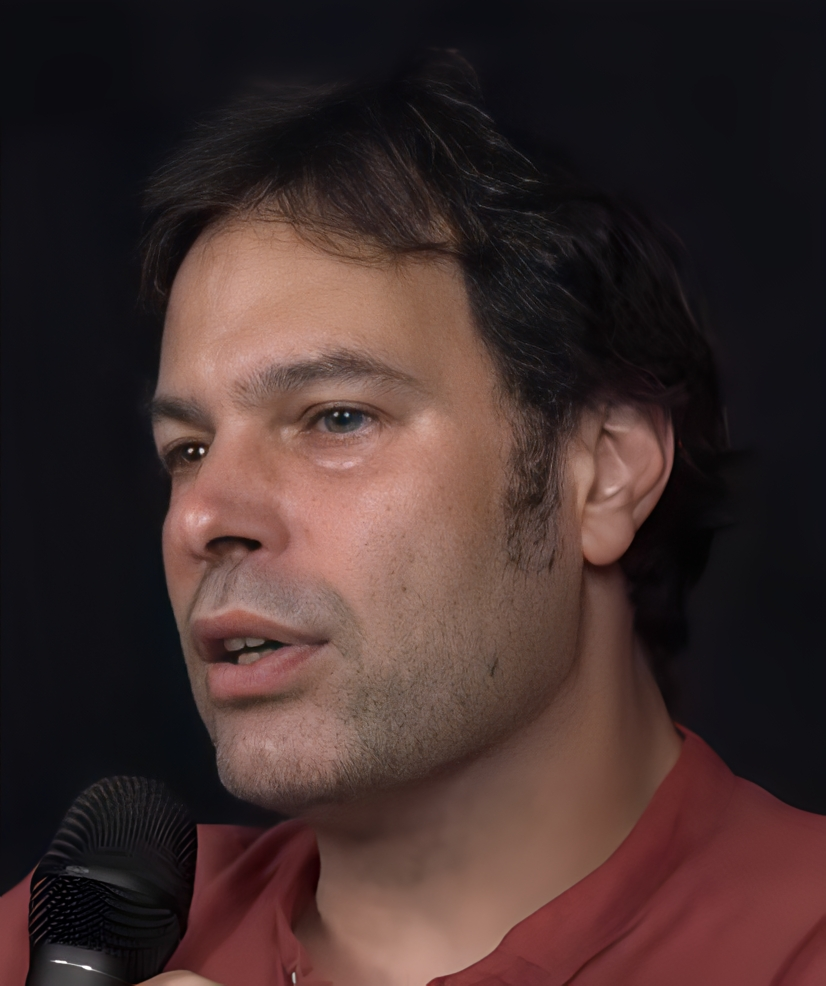
Quentin Deluermoz (2021)

Quentin Deluermoz (* 1976) ist ein französischer Historiker. Sein Forschungsgebiet ist die französische und europäische Geschichte im 19. Jahrhundert. Er ist Professor für Zeitgeschichte an der Universität Paris Cité.

## Leben
1999 erwarb Deluermoz die Agrégation in Geschichte, 2006 folgte die Promotion an der Universität Paris-I Panthéon-Sorbonne.  Deluermoz unterrichtete in der Folge an verschiedenen französischen Hochschulen (Paris I, EHESS, ENS, Sciences Po Paris) und war Visiting Scholar am St. John’s College (Cambridge).
Von 2009 bis 2020 war er Dozent (Maître de conférences) an der Universität Paris 13, von 2013 bis 2018 Juniormitglied des Institut universitaire de France und seit 2020 Professor für Zeitgeschichte an der Universität Paris Cité.
Seine von Alain Corbin und Dominique Kalifa betreute Dissertation wurde bei den Editions de la Sorbonne unter dem Titel Policiers dans la ville. La construction d’un ordre public à Paris publiziert. 2013, erhielt das Werk den Augustin-Thierry-Preis der Stadt Paris. Deluermoz greift bei seiner Betrachtung auf die Erkenntnisse des Soziologen Erving Goffman über soziale Interaktion zurück. Er betreibt eine historische Soziologie für Ordnungssysteme und deren Auflösung im 19. Jahrhundert.
2016 publizierte Deluermoz zusammen mit dem Historiker Pierre Singaravélou das Werk Pour une histoire des possibles, in dem die Autoren der Frage des Nutzens einer kontrafaktischen Geschichte nachgehen.
2020 versuchte Deluermoz diesen historischen Ansatz in dem Werk Commune(s), 1870–1871, une traversée des mondes au XIXe siècle für das nach kurzer Zeit gescheiterte Projekt der Pariser Kommune fruchtbar zu machen. Beim hiervon ausgehenden Was wäre wenn ...? nimmt Deluermoz die Demokratie, die soziale Ordnung und die Moderne als Phänomen in den Blick.

## Mitarbeit an wissenschaftlichen Zeitschriften
2016 gründete die interdisziplinäre Fachzeitschrift Sensibilités. Histoire, critique et sciences sociales gemeinsam mit Hervé Mazurel, Clémentine Vidal-Naquet, Christophe Granger und der Verlegerin Chloé Pathé (Anamosa). Zu der Herausgebergruppe stießen in der Folge Anouche Kunth und Thomas Dodman. Daneben ist Deluermoz Redaktionsmitglied der Revue d’histoire du 19e siècle, Politix. Revue des sciences sociales du politique, und arbeitet an der Zeitschrift 20&21. Revue d’histoire mit.

## Wissenstransfer als Anliegen
Eines der großen Anliegen Quentin Deluermoz' ist der historische Wissenstransfer einschließlich historischer Denkansätze. Zusammen mit Pierre Singaravélou begründete er daher das Konzept der Werkstätten einer miteinander geteilten Geschichte (« Ateliers d’histoire partagée »), die, ausgehend von kontrafaktischen historischen Fragestellungen den interaktiven Dialog der Beteiligten in den Mittelpunkt stellt. Das Konzept dieser Werkstätten wurde auf zahlreichen Festivals umgesetzt (Le grand T., La nuit des débats, Les rendez-vous d’histoire de Blois, L’histoire à venir, La République des idées) sowie mit Schülerinnen und Schülern weiterführender Schulen. Mit Boris Bove und Nicolas Lyon-Caen war Deluermoz außerdem Kustos der Ausstellung « Le gouvernement des Parisiens, XIIe – XXe siècle » im Hôtel de Ville von Paris vom 22. April bis 22. Juli 2017. Für das Theaterstück  « La chose commune » von David Lescot fungierte er als historischer Berater.

## Publikationen
- Policiers dans la ville. La construction d’un ordre public à Paris, 1854–1914. Publications de la Sorbonne, Reihe « Histoire de la France aux XIXe et XXe siècles » (Nr. 71), Paris 2012, ISBN 978-2-85944-698-7 (408 S.).
- Norbert Elias, Paris, Tempus, 2012.
- Le Crépuscule des révolutions 1848–1871, Histoire de la France contemporaine, vol. 3, Paris, Le Seuil, L’Univers historique, 2012 ; Réed. poche : Point Seuil, Paris, 2014.
- Commune(s), 1870–1871. Une traversée des mondes au XIXe siècle, Paris, Seuil, 2020.
- (als Herausgeber): D’ici et d’ailleurs. Histoires globales de la France contemporaine, Paris, La Découverte, 2021.

- mit Anthony Glinoer (in Mitherausgeberschaft), L’insurrection entre histoire et littérature, Paris, Publications de la Sorbonne, 2015.
- mit Pierre Singaravélou, Pour une histoire des possibles. Approches contrefactuelles et futurs non advenus, Paris, Éditions du Seuil, L’Univers historique, 2016. Neuauflage als Taschenbuch: Point essai, 2019.
- mit Boris Bove et Nicolas Lyon-Caen, Le Gouvernement des Parisiens. Paris, les Parisiens et l’État, une histoire partagée, XIVe–XXe, Ausstellungskatalog, Paris, éditions Paris Musées, 2017.